# Директор міліції
Директор міліції - спеціальне звання вищого начальницького складу міліції (ГУРСМ) НКВС і МВС СРСР в 1936 - 1943 роках.
Дорівнювало комісарові державної безпеки 2-го рангу в ГУДБ НКВС СРСР, командармові 2-го рангу в РСЧА і флагманові флоту 2-го рангу в РСЧФ.
Це спеціальне звання за рангом знаходилося нижче відголовного директора міліції і вище від інспектора міліції.

## Історія звання
Постановою ЦВК СРСР і РНК СРСР від 26 квітня 1936 року наказом НКВС № 157 від 5 травня 1936 року для начальницького складу органів робітничо-селянської міліції НКВС СРСР були введені персональні спеціальні звання, серед спеціальних звань вищого начальницького складу міліції було звання «директор міліції».
9 лютого 1943 року, Указом Президії Верховної Ради СРСР «Про звання начальницького складу органів НКВС і міліції» замість спеціальних звань в РСМ були введені нові, які у середнього та старшого начальницьких складів співпадали з військовими званнями. Для вищого начальницького складу були введені особливі спеціальні звання комісарів міліції 1, 2 та 3 рангів. Замість спеціального звання директора було введено спеціальне звання комісар міліції 2-го рангу.

## Знаки розрізнення
У 1931 році в міліції для позначення посадових розрядів вводиться система знаків розрізнення посадових рангів подібна до армійської, замість попередньої своєрідної системи побудованої на використанні на петлицях певної кількості «геральдичних щитів». В новій системі молодший командний склад позначався певною кількістю трикутників на петлицях, середній командний та начальницький склад — квадратів («кубарів»), старший командний та начальницький склад — прямокутників («шпал»), вищий командний та начальницький склад — ромбів. В 1936 році в РСМ НКВС вводяться персональні спеціальні звання, а також повністю змінюються знаки розрізнення. На петлицях  начальницького складу з’являються просвіти, кількістю відповідною до складу носія. Середній начальницький склад мав по одному просвіту, старший – два, вищий – три просвіта. Також на петлицях, в залежності від звання розташовувалися сріблясті п’ятипроменеві зірочки. Директор міліції мав на петлицях з трьома просвітами по три зірочки.
З 1939 року, коли в міліції були введені знаки розрізнення армійського зразка, директор міліції отримує на бірюзові петлиці з червоними кантами по чотири сині ромби. Ці знаки розрізнення (за винятком службових кольорів) співпадали зі знаками розрізнення армійського командарму 2-го рангу. Слід зауважити, що в 1931-1936 роках, відповідні знаки розрізнення були у 13-го (найвищого) рангу працівників міліції.

## Носії
Дане звання носили чотири людини (всім присвоєно 11 липня 1936 року):
- Бачинський Микола Станіславович (1894—1937), начальник Управління Робітничо-Селянської Міліції НКВС УРСР
- Вуль Леонід Давидович (1899—1938), начальник Управління Робітничо-Селянської Міліції р Москви УНКВС Московської області
- Маркар'ян Сергій Миколайович (1898—1937), заступник начальника Головного управління Робітничо-Селянської Міліції НКВС СРСР
- Усов Дмитро Васильович (1888—1939), заступник начальника Головного управління Робітничо-Селянської Міліції НКВС СРСР

Всі вони були розстріляні під час сталінських репресій.
| Молодше звання Інспектор міліції | ГУРСМ НКВС 1936-1943 Директор міліції | Старше звання Головний директор міліції |